# مجازر البارودة
مجازر بارودة هي سلسلة المجازر التي وقعت في يومي الرابع والخامس من أغسطس (آب) 2013 نتيجة الهجمات التي شنتها عدد من الميليشيات التابعة للمعارضة السورية على قرية بارودة وعدة قرى أخرى واقعة في الريف الشمالي لمحافظة اللاذقية في سوريا كجزء من الحرب الأهلية السورية، وراح ضحيتها ما لا يقل عن 67 مدنيًا علويًا في حوالي عشر قرى.

## التسلسل الزمني للأحداث
وقعت أولى المجازر في اليوم الأول في أعقاب الهجوم العسكري الذي شنته ميليشيات المتمردين في محافظة اللاذقية في فجر أول أيام عيد الفطر الذي وافق يوم 4 أغسطس (آب) 2013. واقتحمت ميليشيات المتمردين والجهاديين مواقع الموالين للنظام السوري في منطقة الشيخ نبهان ودخلت إلى أكثر من عشر قرى ذات أغلبية علوية، وهي قرى البارودة، ونباتة، والحمبوشية، وبلوطة، وأبو مكي، وبيت الشكوهي، وعرامو، والتريمسة، واستربة، وأوبين، وخراطة. وفي الأيام التالية تمكّنت ميليشيات المتمردين أيضًا من اجتياح قرى قلعة وتلة وكفريا. ثم أطلق المهاجمون النار بشكل عشوائي على السكان الذين لاذوا بالفرار على الفور. أسفرت الهجمات عن قتل العديد من الضحايا بالرصاص، كما عُثر على بعض الجثث مقطوعة الرأس أو متفحمة، وتم إعدام عائلات بأكملها. وفي 5 أغسطس (آب) 2013، شن الموالون للنظام السوري هجومًا مضادًا، وفي 18 أغسطس (آب) 2013 تمكّنت قوات الجيش السوريّ من استعادة السيطرة على منطقة البارودة بالكامل.
وبحسب التحقيقات التي أجرتها منظمة هيومن رايتس ووتش، فقد شارك ما لا يقل عن 20 جماعة مسلحة في تنفيذ الهجمات. وأشارت المنظمة إلى أنها لم تتمكن من تحديد ما إذا كانت جميع هذه الفصائل متورطة في المجازر على وجه اليقين أم لا، ولكنها توصّلت من خلال تحقيقاتها إلى أن هناك خمس جماعات مُسلحة كانت بمثابة المزود الرئيسي للتمويل والمنظمين والمنفذين للهجمات، وقد كانت هذه المجموعات موجودة بلا شك منذ بداية الهجمات في 4 أغسطس (آب) 2013، وهذه المجموعات الخمس هي تنظيم الدولة الإسلامية في العراق والشام (داعش)، وجبهة النصرة، وجيش المهاجرين والأنصار، وجماعة أحرار الشام، وكتيبة صقور العز.

## الضحايا
كانت عمليات القتل التي وقعت في قرى محافظة اللاذقية في الرابع والخامس من أغسطس (آب) 2013 ترقى إلى مستوى جرائم الحرب والجرائم ضد الإنسانية وفقًا لما جاء في تقارير منظمة هيومن رايتس ووتش، حيث لقي ما لا يقل عن 190 مدنيًا حتفهم خلال تلك الهجمات، وكان من بينهم 57 امرأة و18 طفلًا، وقد أُعدم من بين هؤلاء الضحايا ما لا يقل عن 67 شخصًا، في حين لم يتم تحديد ظروف وفاة الضحايا الآخرين. ووفقاً لما ذكره جو ستورك، القائم بأعمال مدير قسم الشرق الأوسط في منظمة هيومن رايتس ووتش فقد تألفت هذه العملية من عدة هجمات مخططة ومنسقة ضد السكان المدنيين في هذه القرى العلوية، ولم تكن هذه الانتهاكات من فعل عدد قليل من المقاتلين الخارجين عن السيطرة.
وفي 14 أكتوبر (تشرين الأول) 2013، نشرت منظمة هيومن رايتس ووتش تقريرها عن الهجمات والذي أكدت فيه أن 200 شخص غالبيتهم العظمى من النساء والأطفال، كانوا لا يزالون محتجزين كرهائن لدى جماعتين مسلحتين من بين الجماعات الخمس التي نفذت الهجمات، وهما تنظيم الدولة الإسلامية (داعش) وجيش المهاجرين والأنصار.